# Aire urbaine de Belfort
L'aire urbaine de Belfort est une aire urbaine française de 68 communes, centrée sur la ville de Belfort. L'aire d'attraction de Belfort, composée de 91 communes, lui a été substituées au 1er janvier 2021.

## Caractéristiques
D'après la définition qu'en donne l'Insee, l'aire urbaine de Belfort est composée de 68 communes, situées dans la Haute-Saône et le Territoire de Belfort.
Ses 114 336 habitants en 2014 font d'elle la 76e aire urbaine de France.
18 communes de l'aire urbaine sont des pôles urbains.
Le tableau suivant détaille la répartition de l'aire urbaine sur les départements (les pourcentages s'entendent en proportion du département) :
| Département           | Communes | Communes (%) | Superficie (km²) | Superficie (%) | Population (2013) | Population (%) |
| --------------------- | -------- | ------------ | ---------------- | -------------- | ----------------- | -------------- |
| Haute-Saône           | 9        | 1,7          | 103,71           | 1,9            | 7 474             | 3,1            |
| Territoire de Belfort | 59       | 57,8         | 340,47           | 55,9           | 106 930           | 74,1           |

L'aire urbaine de Belfort est rattachée à l'espace urbain Est.

## Communes
Voici la liste des communes françaises de l'aire urbaine de Belfort.
| Code Insee | Commune                    | Type                  | Département           | Superficie (km²) | Population (2014) | Densité (hab./km²) |
| ---------- | -------------------------- | --------------------- | --------------------- | ---------------- | ----------------- | ------------------ |
| 90001      | Andelnans                  | Pôle urbain           | Territoire de Belfort | +0004,17         | 1 232             | 294,48             |
| 90003      | Anjoutey                   | Commune monopolarisée | Territoire de Belfort | +0007,69         | 625               | 82,57              |
| 90004      | Argiésans                  | Pôle urbain           | Territoire de Belfort | +0002,73         | 412               | 143,59             |
| 90082      | Autrechêne                 | Commune monopolarisée | Territoire de Belfort | +0002,96         | 285               | 96,96              |
| 90005      | Auxelles-Bas               | Commune monopolarisée | Territoire de Belfort | +0009,41         | 482               | 52,07              |
| 90006      | Auxelles-Haut              | Commune monopolarisée | Territoire de Belfort | +0006,48         | 299               | 46,91              |
| 90007      | Banvillars                 | Commune monopolarisée | Territoire de Belfort | +0004,67         | +00 000279,       | +00058,89          |
| 90008      | Bavilliers                 | Pôle urbain           | Territoire de Belfort | +0004,8          | 4 838             | 1004,79            |
| 90010      | Belfort                    | Pôle urbain           | Territoire de Belfort | +0017,1          | 49 764            | 2935,44            |
| 90011      | Bermont                    | Commune monopolarisée | Territoire de Belfort | +0002,74         | 387               | 137,96             |
| 90012      | Bessoncourt                | Commune monopolarisée | Territoire de Belfort | +0007,8          | 1 140             | 141,54             |
| 90013      | Bethonvilliers             | Commune monopolarisée | Territoire de Belfort | +0001,9          | 252               | 131,05             |
| 90015      | Botans                     | Pôle urbain           | Territoire de Belfort | +0002,29         | 275               | 125,33             |
| 90016      | Bourg-sous-Châtelet        | Commune monopolarisée | Territoire de Belfort | +0000,84         | 112               | 136,90             |
| 90020      | Buc                        | Commune monopolarisée | Territoire de Belfort | +0002,44         | 300               | 125,82             |
| 70117      | Châlonvillars              | Pôle urbain           | Haute-Saône           | +0007,6          | 1 255             | 165,79             |
| 90023      | Chaux                      | Pôle urbain           | Territoire de Belfort | +0009,26         | 1 090             | 118,14             |
| 70149      | Chenebier                  | Commune monopolarisée | Haute-Saône           | +0009,05         | 715               | 80                 |
| 90026      | Chèvremont                 | Commune monopolarisée | Territoire de Belfort | +0008,83         | 1 619             | 180,41             |
| 90029      | Cravanche                  | Pôle urbain           | Territoire de Belfort | +0001,35         | 1 962             | 1455,56            |
| 90032      | Danjoutin                  | Pôle urbain           | Territoire de Belfort | +0005,65         | 3 675             | 644,96             |
| 90034      | Denney                     | Commune monopolarisée | Territoire de Belfort | +0003,48         | 777               | 221,55             |
| 90035      | Dorans                     | Commune monopolarisée | Territoire de Belfort | +0003,77         | 697               | 172,68             |
| 70205      | Échavanne                  | Commune monopolarisée | Haute-Saône           | +0003,21         | 204               | 64,49              |
| 70206      | Échenans-sous-Mont-Vaudois | Commune monopolarisée | Haute-Saône           | +0005,44         | 491               | 90,81              |
| 90036      | Eguenigue                  | Commune monopolarisée | Territoire de Belfort | +0002,49         | 283               | 114,46             |
| 90037      | Éloie                      | Pôle urbain           | Territoire de Belfort | +0005,55         | 964               | 175,86             |
| 70215      | Errevet                    | Commune monopolarisée | Haute-Saône           | +0003,28         | 251               | 77,44              |
| 90039      | Essert                     | Pôle urbain           | Territoire de Belfort | +0007,01         | 3 189             | 450,78             |
| 90041      | Étueffont                  | Commune monopolarisée | Territoire de Belfort | +0012,53         | 1 479             | 117,40             |
| 90042      | Évette-Salbert             | Pôle urbain           | Territoire de Belfort | +0009,16         | 2 084             | 228,71             |
| 90044      | Felon                      | Commune monopolarisée | Territoire de Belfort | +0004,11         | 246               | 59,85              |
| 90047      | Fontaine                   | Commune monopolarisée | Territoire de Belfort | +0006,96         | 615               | 89,65              |
| 90048      | Fontenelle                 | Commune monopolarisée | Territoire de Belfort | +0001,75         | 148               | 89,71              |
| 90049      | Foussemagne                | Commune monopolarisée | Territoire de Belfort | +0005,1          | 914               | 181,57             |
| 70248      | Frahier-et-Chatebier       | Commune monopolarisée | Haute-Saône           | +0017,39         | 1 343             | 76,25              |
| 90050      | Frais                      | Commune monopolarisée | Territoire de Belfort | +0002,81         | +00 000217,       | +00080,78          |
| 90052      | Giromagny                  | Commune monopolarisée | Territoire de Belfort | +0005,65         | 3 141             | 555,93             |
| 90054      | Grosmagny                  | Commune monopolarisée | Territoire de Belfort | +0009,46         | 558               | 59,30              |
| 90057      | Lachapelle-sous-Chaux      | Pôle urbain           | Territoire de Belfort | +0011,16         | 707               | 63,53              |
| 90059      | Lacollonge                 | Commune monopolarisée | Territoire de Belfort | +0001,92         | 245               | 130,21             |
| 90060      | Lagrange                   | Commune monopolarisée | Territoire de Belfort | +0000,93         | 122               | 127,96             |
| 90061      | Lamadeleine-Val-des-Anges  | Commune monopolarisée | Territoire de Belfort | +0006,52         | 38                | 5,52               |
| 90062      | Larivière                  | Commune monopolarisée | Territoire de Belfort | +0004,84         | 324               | 66,12              |
| 90065      | Lepuix                     | Commune monopolarisée | Territoire de Belfort | +0029,69         | 1 124             | 37,35              |
| 70330      | Mandrevillars              | Commune monopolarisée | Haute-Saône           | +0003,03         | 231               | 74,92              |
| 90067      | Menoncourt                 | Commune monopolarisée | Territoire de Belfort | +0004,7          | 408               | 89,15              |
| 90068      | Meroux                     | Commune monopolarisée | Territoire de Belfort | +0008,85         | 843               | 94,80              |
| 90073      | Moval                      | Commune monopolarisée | Territoire de Belfort | +0001,16         | 430               | 368,96             |
| 90074      | Novillard                  | Commune monopolarisée | Territoire de Belfort | +0003,79         | 294               | 74,14              |
| 90075      | Offemont                   | Pôle urbain           | Territoire de Belfort | +0005,55         | 3 690             | 637,66             |
| 90076      | Pérouse                    | Pôle urbain           | Territoire de Belfort | +0004,9          | 1 146             | 231,84             |
| 90077      | Petit-Croix                | Commune monopolarisée | Territoire de Belfort | +0003,79         | 297               | 79,68              |
| 90079      | Petitmagny                 | Commune monopolarisée | Territoire de Belfort | +0002,2          | +00 000282,       | 127,27             |
| 90080      | Phaffans                   | Commune monopolarisée | Territoire de Belfort | +0003,24         | 419               | 121,91             |
| 70413      | Plancher-Bas               | Commune monopolarisée | Haute-Saône           | +0029,12         | 1 966             | 67,62              |
| 70414      | Plancher-les-Mines         | Commune monopolarisée | Haute-Saône           | +0025,59         | 1 010             | 39,59              |
| 90085      | Riervescemont              | Commune monopolarisée | Territoire de Belfort | +0008,52         | 108               | 12,79              |
| 90087      | Roppe                      | Commune monopolarisée | Territoire de Belfort | +0007,43         | 969               | 125,57             |
| 90088      | Rougegoutte                | Commune monopolarisée | Territoire de Belfort | +0008,07         | 1 010             | 127,01             |
| 90091      | Saint-Germain-le-Châtelet  | Commune monopolarisée | Territoire de Belfort | +0003,36         | 638               | 186,31             |
| 90093      | Sermamagny                 | Pôle urbain           | Territoire de Belfort | +0007,9          | 807               | 102,28             |
| 90094      | Sevenans                   | Commune monopolarisée | Territoire de Belfort | +0002,02         | 694               | 346,53             |
| 90098      | Urcerey                    | Commune monopolarisée | Territoire de Belfort | +0003,39         | 208               | 59,59              |
| 90099      | Valdoie                    | Pôle urbain           | Territoire de Belfort | +0004,66         | 5 391             | 1157,51            |
| 90102      | Vescemont                  | Commune monopolarisée | Territoire de Belfort | +0007,05         | 767               | 106,67             |
| 90103      | Vétrigne                   | Pôle urbain           | Territoire de Belfort | +0002,46         | 631               | 256,91             |
| 90104      | Vézelois                   | Commune monopolarisée | Territoire de Belfort | +0009,43         | 938               | 98,62              |
|            | Total                      |                       |                       | +0444,18         | 114 336           | 257,41             |